# Kawit (Altes Ägypten)

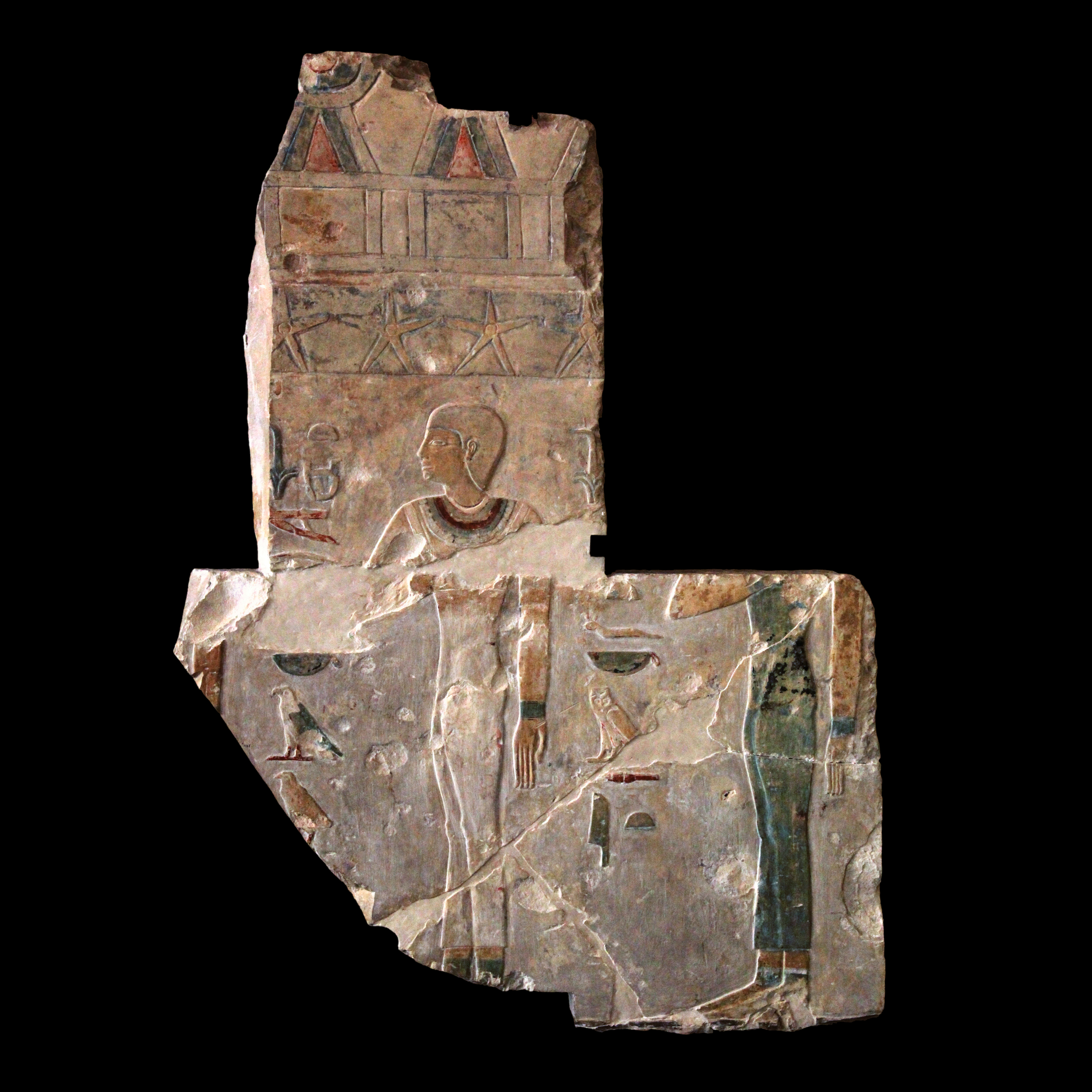
Relieffragment aus dem Totentempel von Mentuhotep II. mit der Darstellung der Kawit (links) und Kemsit

Kawit war im alten Ägypten eine königliche Dame im Umfeld von Mentuhotep II. (ca. 2000 v. Chr.). Sie ist von ihrer Bestattung im Totentempel des Mentuhotep II. in Deir el-Bahari und einer Darstellung ebendort bekannt. Sie trug die Titel Priesterin der Hathor (Ḥm.t-nṯr-(n.t)-Ḥwt-Ḥr = Hemet-netjer-(ent)-Hut-Hor), die den König schmückt und geliebte Königsgemahlin (Ḥmt-njswt-mrj.t.f = Hemet-nisut-meritef). Kawit ist vor allem durch ihren reich dekorierten Sarkophag bekannt.
Im Totentempel von Mentuhotep II. fanden sich sechs Bestattungen königlicher Damen, die in einer Reihe standen und jeweils aus einer dekorierten Kapelle und einem dahinter liegenden Grabschacht bestanden. Die Kapellen fanden sich nur noch in Bruchstücken und waren außen mit Reliefs dekoriert, die die Damen zusammen mit dem König, alleine oder beim Trinken von Milch zeigen. Letztere Szene findet sich meist in Verbindung mit der Darstellung einer Kuh, die wiederum wahrscheinlich Hathor repräsentiert. Der Status dieser Frauen und damit auch der Status von Kawit sind umstritten. Der Titel „Königsgemahlin“ findet sich nur auf der Kapelle, jedoch nicht auf dem Sarkophag, wo sie meist als „Priesterin der Hathor“ erscheint.